# Valverde de los Arroyos
Valverde de los Arroyos es un municipio y localidad española de la provincia de Guadalajara, en la comunidad autónoma de Castilla-La Mancha. El término municipal, que incluye también el núcleo de Zarzuela de Galve, tiene una población de 91 habitantes (INE 2024). Destaca por el uso de la arquitectura negra en sus construcciones, caracterizada por el empleo de pizarra. En el municipio se encuentran las chorreras de Despeñalagua, una cascada con una caída de más de cien metros de altura.

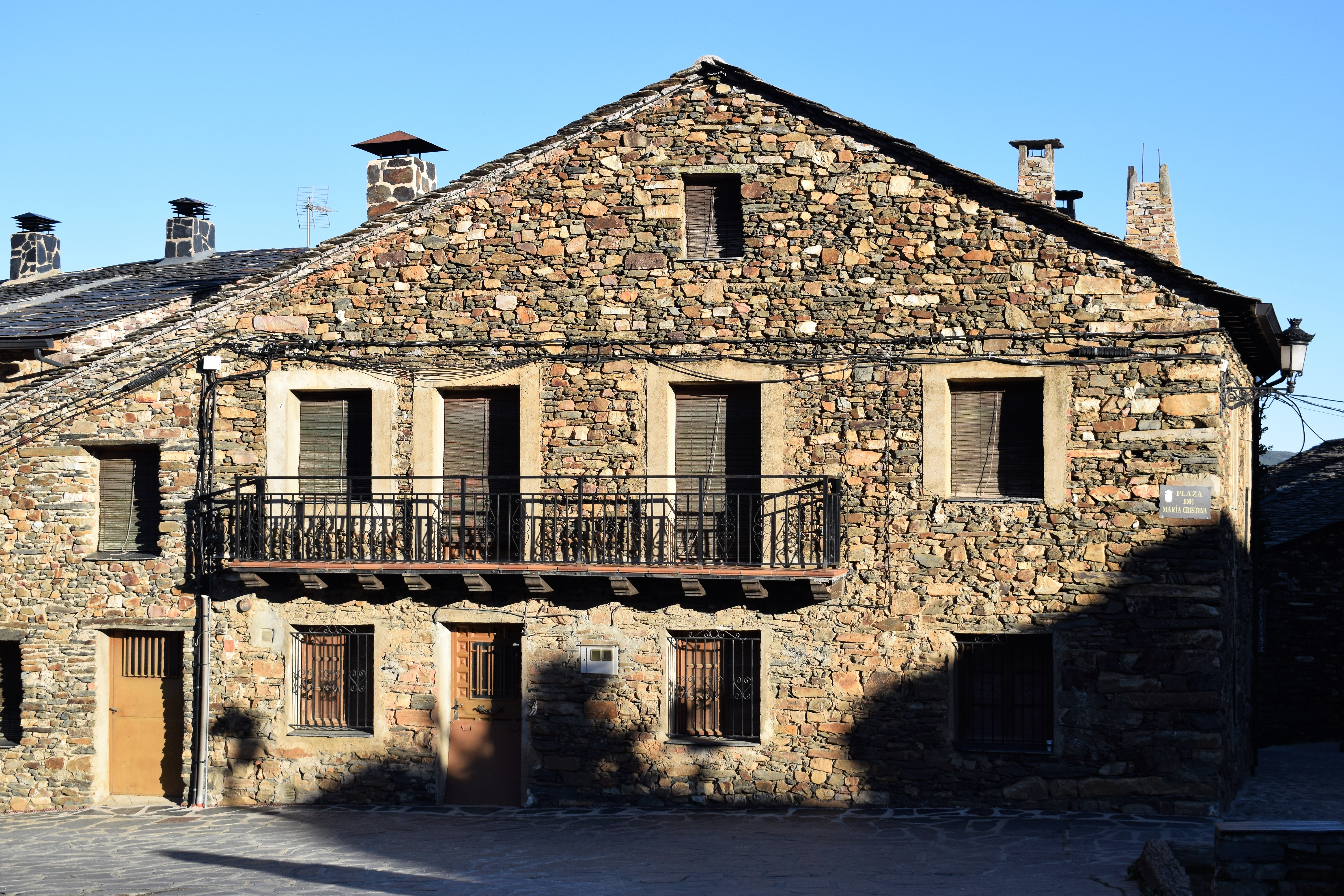
Ejemplo de arquitectura típica en pizarra, Valverde de los Arroyos.

## Símbolos
El escudo heráldico que representa al municipio fue aprobado de manera oficial el 14 de febrero de 2006. Se blasona de la siguiente manera:

De plata, dos fajas ondeadas de azul; calzado de verde. Se timbra con la corona real de España.
Diario Oficial de Castilla-La Mancha nº 46 de 1 de marzo de 2006

La descripción de la bandera, aprobada el 30 de octubre de 2006 es la siguiente:

Bandera rectangular, de proporciones 2:3, en plata dos fajas horizontales ondeadas de azur y calada de verde.
Diario Oficial de Castilla-La Mancha nº 234 de 3 de noviembre de 2006

## Geografía
Ubicación
Valverde de los Arroyos se localiza en el norte de la provincia de Guadalajara y pertenece a la comarca de la Serranía de Guadalajara. La localidad se encuentra situada al pie del pico Ocejón a una altitud de 1255 m sobre el nivel del mar. La totalidad del término municipal se halla englobada dentro del parque natural de la Sierra Norte de Guadalajara. Valverde de los Arroyos linda con los municipios de Cantalojas, Galve de Sorbe, La Huerce, Majaelrayo, Campillo de Ranas y Tamajón. Incluye el núcleo de Zarzuela de Galve.
| Noroeste: Cantalojas        | Norte: Galve de Sorbe | Noreste: La Huerce |
| Oeste: Majaelrayo           |                       | Este: La Huerce    |
| Suroeste: Campillo de Ranas | Sur: Tamajón          | Sureste: La Huerce |

### Clima
| Parámetros climáticos promedio de Valverde de los Arroyos en el periodo 1963-1979   | Parámetros climáticos promedio de Valverde de los Arroyos en el periodo 1963-1979 | Parámetros climáticos promedio de Valverde de los Arroyos en el periodo 1963-1979 | Parámetros climáticos promedio de Valverde de los Arroyos en el periodo 1963-1979 | Parámetros climáticos promedio de Valverde de los Arroyos en el periodo 1963-1979 | Parámetros climáticos promedio de Valverde de los Arroyos en el periodo 1963-1979 | Parámetros climáticos promedio de Valverde de los Arroyos en el periodo 1963-1979 | Parámetros climáticos promedio de Valverde de los Arroyos en el periodo 1963-1979 | Parámetros climáticos promedio de Valverde de los Arroyos en el periodo 1963-1979 | Parámetros climáticos promedio de Valverde de los Arroyos en el periodo 1963-1979 | Parámetros climáticos promedio de Valverde de los Arroyos en el periodo 1963-1979 | Parámetros climáticos promedio de Valverde de los Arroyos en el periodo 1963-1979 | Parámetros climáticos promedio de Valverde de los Arroyos en el periodo 1963-1979 | Parámetros climáticos promedio de Valverde de los Arroyos en el periodo 1963-1979 |
| Mes                                                                                 | Ene.                                                                              | Feb.                                                                              | Mar.                                                                              | Abr.                                                                              | May.                                                                              | Jun.                                                                              | Jul.                                                                              | Ago.                                                                              | Sep.                                                                              | Oct.                                                                              | Nov.                                                                              | Dic.                                                                              | Anual                                                                             |
| ----------------------------------------------------------------------------------- | --------------------------------------------------------------------------------- | --------------------------------------------------------------------------------- | --------------------------------------------------------------------------------- | --------------------------------------------------------------------------------- | --------------------------------------------------------------------------------- | --------------------------------------------------------------------------------- | --------------------------------------------------------------------------------- | --------------------------------------------------------------------------------- | --------------------------------------------------------------------------------- | --------------------------------------------------------------------------------- | --------------------------------------------------------------------------------- | --------------------------------------------------------------------------------- | --------------------------------------------------------------------------------- |
| Precipitación total (mm)                                                            | 119.6                                                                             | 150.8                                                                             | 89.03                                                                             | 102.5                                                                             | 98.0                                                                              | 62.8                                                                              | 16.8                                                                              | 25.4                                                                              | 52.4                                                                              | 89.6                                                                              | 148.3                                                                             | 105.2                                                                             | 1060.1                                                                            |
| Días de precipitaciones (≥ 1 mm)                                                    | 11.2                                                                              | 11.2                                                                              | 11.0                                                                              | 11.1                                                                              | 10.8                                                                              | 8.2                                                                               | 3.6                                                                               | 3.0                                                                               | 6.0                                                                               | 7.9                                                                               | 10.7                                                                              | 11.3                                                                              | 106                                                                               |
| Fuente: Régimen Termo-pluviométrico en la serranía de Atienza 29 de octubre de 2012 |                                                                                   |                                                                                   |                                                                                   |                                                                                   |                                                                                   |                                                                                   |                                                                                   |                                                                                   |                                                                                   |                                                                                   |                                                                                   |                                                                                   |                                                                                   |

## Historia
A mediados del siglo XIX, el lugar contaba con una población censada de 246 habitantes. La localidad aparece descrita en el decimoquinto volumen del Diccionario geográfico-estadístico-histórico de España y sus posesiones de Ultramar de Pascual Madoz de la siguiente manera:

VALVERDE: l. con ayunt. en la prov. de Guadalajara (11 1/2 leg.), part. jud. de Atienza (5), aud. terr. de Madrid (22), c. g. de Castilla la Nueva, dióc. de Sigüenza (10) sit. entre dos cerros pedregosos, con clima frio; las enfermedades mas comunes son dolores de costado y reumas. Tiene 60 casas, la consistorial, escuela de instruccion primaria frecuentada por 10 alumnos, á cargo de un maestro dotado con 12 fan. de trigo; una igl. parr. (San Ildefonso) matriz de la de Zarzuela de Galve, servida por un cura y un sacristan. Confina el térm. con los de Zarzuela, Palancares, Majadaelrayo y Galve. El terreno, bañado por dos arroyuelos, es pedregoso y de mala calidad; hay un monte poblado de roble. caminos: los locales, en mal estado. El correo se recibe y despacha en Cogolludo. prod.: centeno, avena, cebada, patatas y alguna fruta; se cria ganado lanar y vacuno. ind.: la agrícola, 4 tejedores de lienzos ordinarios, 3 batanes y 1 molino harinero. pobl.: 60 vec, 246 almas. riqueza imp.: 115,000 rs. contr.: 3,233.
(Madoz, 1849, p. 499)

Hasta la reforma de la nomenclatura municipal de 1916 el municipio se llamaba simplemente Valverde. En dicha fecha su nombre fue modificado por el de Valverde de los Arroyos.

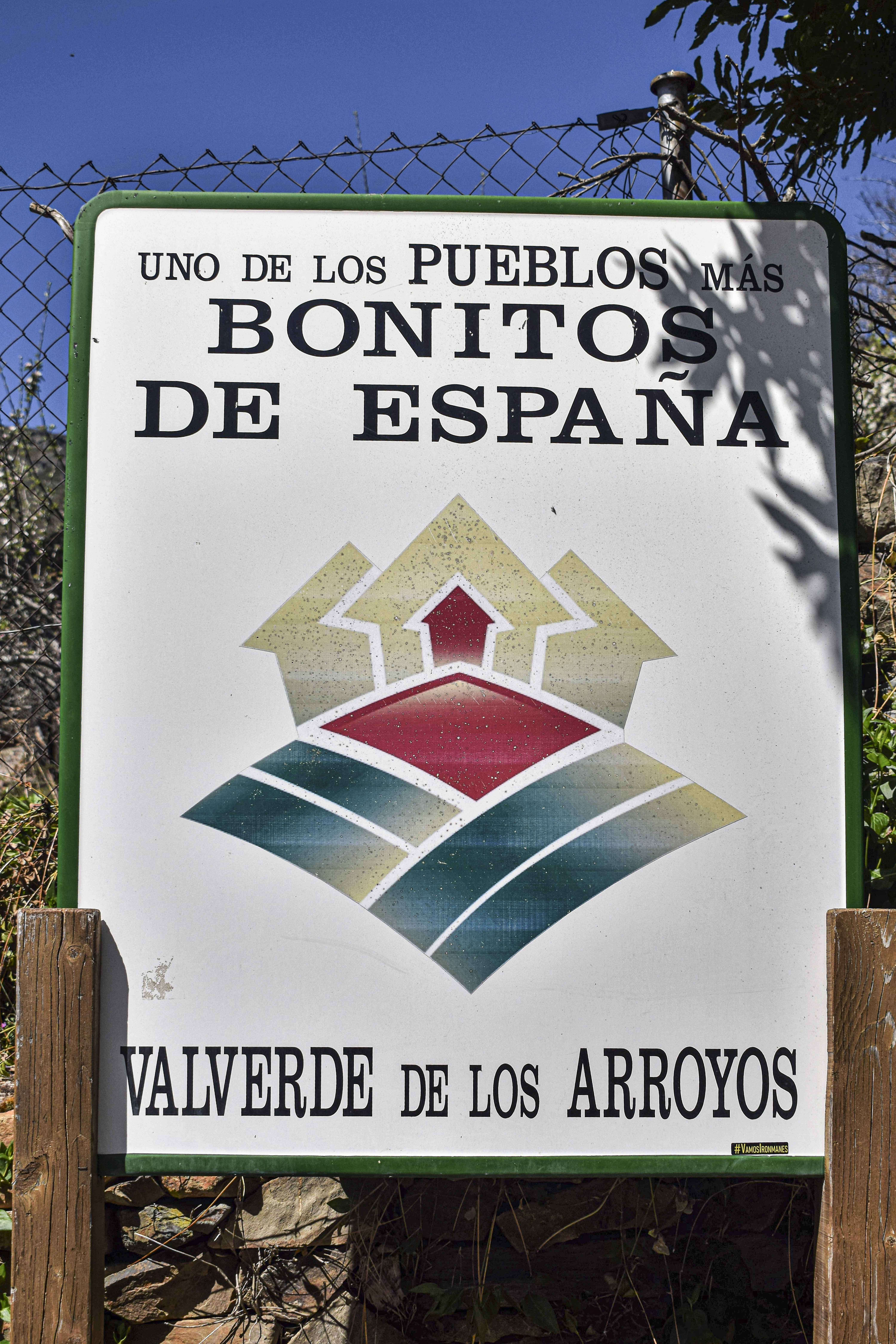
Cartel anunciando Valverde de los Arroyos uno de los Pueblos Mas Bonitos de España

En 2013 ingresó en la asociación de Los Pueblos Más Bonitos de España, siendo el primer municipio de la comunidad autónoma de Castilla-La Mancha en hacerlo.

## Demografía
Valverde de los Arroyos cuenta con una población de 91 habitantes (INE 2024).
| Gráfica de evolución demográfica de Valverde de los Arroyos entre 1842 y 2021                                       |
| |
| Población de derecho según los censos de población del INE Población de hecho según los censos de población del INE |